# Bénodet
Bénodet (Benoded trong Breton) là một xã của tỉnh Finistère, thuộc vùng Bretagne, miền tây bắc Pháp.

## Dân số
Người dân ở Bénodet được gọi là Bénodetois.
Điều tra dân số năm 1999, xã này có dân số là 2,750.